# Бричка Віталій Вікторович
Віта́лій Ві́кторович Бри́чка  (27 січня 1994, с. Косівка Володарського району (нині — Білоцерківського району) Київської області — 25 лютого 2022, Шевченківський район м. Києва) — старший солдат Збройних сил України, відзначився у ході російського вторгнення в Україну.

## Життєпис
Віталій Бричка народився 1994 року. Він служив у Збройних силах України за контрактом, був радіотелефоністом взводу управління другого самохідного артилерійського дивізіону бригадної артилерійської групи в/ч А2167 72-ї окремої механізованої бригади
Загинув 25 лютого 2022 року в Шевченківському районі міста Києва.

## Нагороди
- орден «За мужність» III ступеня (2022, посмертно) — за особисту мужність і самовіддані дії, виявлені у захисті державного суверенітету та територіальної цілісності України, вірність військовій присязі.